# سونگاد
سونگاد (به انگلیسی: Songadh) یک منطقهٔ مسکونی در هند است که در گجرات واقع شده‌است. سونگاد ۲۲۹٬۷۸۲ نفر جمعیت دارد و ۱۱۲ متر بالاتر از سطح دریا واقع شده‌است.